# ロバート・トゥームズ
ロバート・オーガスタス・トゥームズ（Robert Augustus Toombs, 1810年7月2日 - 1885年12月15日）は、アメリカ合衆国の政治家。アメリカ連合国の初代国務長官を務め、南北戦争では連合国の指揮官を務めた。

## 生涯

### 青年期
1810年7月2日、トゥームズはジョージア州ウィルクス郡ワシントン市近郊において、ロバート・トゥームズとキャサリン・フリングの第5子として誕生した。1824年、トゥームズはジョージア大学フランクリン校に入学したが、学内でのトランプ賭博を大学から追及されるとトゥームズはニューヨーク州のユニオン大学へと移り、1828年に同大学を卒業した。その後トゥームズはバージニア大学法学大学院で法律を学び、ジョージア州から弁護士の認可を受けると、故郷ワシントンで弁護士業を開業した。そして1830年11月18日、トゥームズは幼なじみの恋人ジュリア・アン・デュボースと結婚し、3人の子供をもうけた。

### 連邦議会への進出
トゥームズは1830年に弁護士業を開業した後、1837年から1840年まで、また1841年から1843年までジョージア州下院議員を務めた。トゥームズは温厚な人柄やエンターテイナー的活動、そして若くして政界に進出した手腕が評価され、ジョージア州民の高い関心と支持を集めた。
トゥームズは人気の波に乗って連邦議会の下院の議席も勝ち取り、1844年から1853年まで4期8年、下院議員を務めた。トゥームズは近しい友人らとともにアレクサンダー・スティーヴンズを擁立、19世紀中葉のジョージア州において最も強固な政治同盟を結成した。トゥームズらはジョージア州が抱える問題を明確に示し、州の権利拡大を主張した。1850年代初頭、ホイッグ党が衰退へ向かうと、トゥームズは不本意ながら民主党に加わり、1853年から1861年まで上院議員として活動した。
1840年代から1850年代にかけて、トゥームズはジョージア州の利益と国の政策とを一致させるために多くの活動を行った。その顕著な例が1850年のジョージア政治要綱への支持表明であり、奴隷制の是非をめぐって南北で対立する合衆国の連邦制を維持するために傾倒した。トゥームズはテキサス併合、米墨戦争、ジェイムズ・ポーク大統領のオレゴン政策、そして1846年のウォーカー関税に反対し、南北の勢力の均衡を図った。また奴隷制をめぐる対立を解消するための唯一の策としてアレクサンダー・スティーヴンズやハウエル・コブらが主張した南部諸州の連邦離脱論についても反対し、ヘンリー・クレイが提案した1850年の妥協を擁護した。ただしトゥームズが連邦離脱に反対の意思を示したのは、連邦離脱そのものが間違いであると判断したわけではなく、単に連邦離脱が非合理的であると判断したためであった。そのためトゥームズはカンザス・ネブラスカ法やルコンプトン憲法、イングリッシュ法案には賛成の意思を示した。しかしながら1850年代末になると、南北間の衝突回避が非現実的な情勢となり、トゥームズの求心力は徐々に減少していった。
1856年6月、トゥームズは連邦上院にトゥームズ法案を提出し、反奴隷制を主張する指導者たちの同意の下でカンザス州憲法制定会議を開催することを提案した。これは奴隷制を支持する上院議員にとって大きな譲歩を強いるものであったが、上院を通過した。その後、トゥームズ法案は下院で否決されたが、この動きは翌1857年のルコンプトン憲法採択へとつながった。

### 連邦離脱と南部連邦の設立
トゥームズは北部諸州の奴隷解放論者に反対する主張を展開した。1860年の大統領選挙ではジョン・ブレッキンリッジを支持したが、共和党のエイブラハム・リンカーンに敗れると、トゥームズは間もなく「ジョージア州の連邦離脱の是非を問う投票を3月4日までに実施すべきである」との電報をジョージア州へ送った。
1861年1月7日、トゥームズは上院議員を辞任する旨の演説を行い、ジョージア州へ戻った。そしてジョージア州知事ジョセフ・ブラウンとともに連邦離脱を主張し、離脱反対派のアレクサンダー・ステファンやハーシェル・ジョンソンと論戦を繰り広げた。
これらの論争は、南部諸州による新国家の長となる野心をトゥームズに与えた。しかしながら1861年2月18日、南部諸州によって設立されたアメリカ連合国の大統領にジェファーソン・デイヴィスが選出されると、トゥームズは連合国の政策に対する批評家となる道を望んだ。だがトゥームズの思惑とは逆に、デイヴィスはトゥームズを連合国の初代国務長官に指名した。トゥームズはデイヴィスのこの要請に対し、数ヶ月間という約束で受諾した。
1861年2月25日、アメリカ連合国の初代国務長官に就任したトゥームズは、まず合衆国との外交関係を確立するため、ワシントンD.C.へ使節を派遣した。しかしながら合衆国のエイブラハム・リンカーン大統領はアメリカ連合国を国家として承認しないことを既に表明していたため、使節の応対に当たった合衆国国務長官ウィリアム・スワードは、そのことを説明した上で使節を追い返した。
連合国の首都モンゴメリーに帰還した使節は、トゥームズに対し「戦争が起こりそうな臭いがする」と報告した。トゥームズはデイヴィス大統領にこのことを伝達したが、デイヴィス大統領は「寛容に構えよ」と応えるだけに終わった。
だがトゥームズはそれに納得せず、連合国の対応を議会にゆだねることに成功した。そして1861年4月12日、連合国はサウスカロライナ州チャールストンに残された合衆国のサムター砦に砲撃を開始し、南北戦争が開戦した。
1861年5月21日、連合国議会は休会期間を7月20日まで延長し、首都をリッチモンドに遷した。トゥームズは武器獲得のためヨーロッパに綿を輸出することを提案したが、デイヴィス大統領はそれを拒否した。さらにデイヴィス大統領はイギリスとフランスへの綿輸出停止を命令し、トゥームズを憤慨させた。
そして1861年7月21日、トゥームズは国務長官を辞職し、連合国陸軍での任務を受諾した。

### 南北戦争
アメリカ連合国陸軍に加わるため国務長官の辞意を示したトゥームズは、1861年7月19日に准将として任務を受け、連合国ポトマック軍の旅団長に着任した。そして北バージニア軍のデイヴィッド・ジョーンズ率いる師団の下で、半島戦役、七日間の戦い、北バージニア戦役、メリーランド戦役に参加した。トゥームズはアンティータムの戦いで手に傷を負った。
1863年3月3日、トゥームズは連合国軍の任務を退き、ジョージア州民兵第3騎兵隊の連隊長に就任した。その後トゥームズは准将を経て、グスタヴス・ウッドソン・スミスの師団で監察長官を務めた。そして間もなくトゥームズはジョージア州民兵からも辞任し、ジョージア州ワシントンへ帰郷した。

### 晩年
1865年に南北戦争が終結したとき、トゥームズは合衆国による逮捕をかろうじて逃れ、同年11月4日にキューバへ逃亡した。その後ロンドンとパリを経て、1867年にカナダ経由で合衆国へ帰国した。トゥームズは連邦議会へ恩赦の請求をすることを拒否したために市民権を回復することはできなかったが、ジョージア州では頑固な南部人として評価を得て弁護士業を再開することに成功した。
トゥームズは1877年のジョージア州憲法制定会議において政治的技量を発揮し、優位な立場に立った。そしてジョージア州における最も有力な指導者の一人として、再び高い評判を獲得した。
1885年12月15日、トゥームズはジョージア州ワシントンで死去した。トゥームズの遺体は同市内のレスト・ヘイヴン墓地に埋葬された。